# Malarians
Malarians fue una banda de ska de Madrid (España). Se formaron en 1986 y se disolvieron en 2000. Sufrieron varios cambios de formación. Grabaron tres álbumes y colocaron unos cuantos temas en recopilatorios. Disfrutaron de bastante fama en los circuitos de ska y música jamaicana tanto a nivel nacional como europeo. De sus cenizas surgieron bandas como The Peeping Toms, Dwomo, Los Calaveras o Begoña Bang Matu y la Orquesta Kingston.

## Historia
El grupo se forma en 1986 en Madrid. Comienzan con el nombre de Ton Ton Macoute, cambiando más tarde a Guaqui Taneke, con el que empiezan a ser conocidos en los circuitos de ska y reggae. Con este nombre graban sus primeras referencias: dos temas para los recopilatorios Rock'n'Moncloa (1989) y Latin Ska Fiesta (1990).
En 1990 cambian su nombre a Malarians, inspirado en un médico jamaicano conocido como Dr. Malaria. Su primer álbum, Guaqui Taneke, se graba en febrero de 1991 en los Q Studios en Leicester (Inglaterra), bajo las órdenes de Rob Nugent como técnico y Laurel Aitken como productor. Este último participa a la voz en los temas «Nobody talks to you» y «Black pussy ska». El disco se presenta en una gira por España y Portugal acompañados por Laurel Aitken. Debido a numerosos problemas y tensiones entre los miembros, la banda se disuelve.
1993 es un año clave. Jaime Girgado y Gabi Peris (como miembros fundadores) junto a Julio Sánchez y Carlos Blázquez y Tony Cruz (que habían tocado en Guaqui Taneke), deciden refundar la banda. El grupo se recompone entrando como vocalistas Rubén López (cantante y guitarrista de Manifiesto es Dios) y Begoña Bang Matu (excantante de un grupo de rhythm'n'blues llamado La Noche de la Iguana), así como Antonio J. Iglesias a la batería y una nueva sección de vientos. Se produce un giro en el sonido hacia ritmos latinos y soul, sin olvidar en ningún momento el ska como base. La banda comienza a girar de nuevo, y durante este año y 1994 dieron muchos conciertos por España y Europa, participando además en numerosos festivales de música jamaiquina. Estos años comparten escenarios con grupos como The Skatalites o Radio Bemba Sound System.
En 1996 entran a grabar su segundo álbum, Mind the Step!, el primero con la nueva formación. Repiten estudios y técnico, pero esta vez son ellos mismos los que toman las riendas de la producción. Laurel Aitken vuelve a colaborar en los temas «Ben Gunn» (voz), «Perdes el tren» (voz) y «Don't leave la Habana» (maracas).
Hostal Caribe, su tercer disco, llega en 1998. Es su disco más aclamado por la crítica y el favorito de varios de sus miembros. Buscando un sonido más profesional dejan Inglaterra y graban en los estudios N.C. de Boadilla del Monte (Madrid), bajo la mirada de Chema de la Cierva como técnico y Kevin Delahaye como productor. Lo editan en su propio sello, Skatown Records, en colaboración con el sello catalán Plastic Disc.
El buen sonido del disco anima a sus miembros a embarcarse en giras por Italia, Francia, Alemania, Suiza o Finlandia, tocando con grupos como Toots and the Maytals, Laurel Aitken, Dr. Ring-Ding o The Selecter. En 2000, tras la gira francesa, el grupo decide abandonar y se separa. Cansados por lo duro de intentar ganarse la vida con un grupo que no les aportaba mucho dinero, y por diferencias entre algunos de sus miembros, decidieron tirar la toalla y dar sus tres últimos conciertos en Tiana, Vilanova y Palamós (Cataluña).

### Trayectorias Posteriores
Muchos de sus miembros han formado otros grupos. Antes de la disolución de Malarians, Rubén y Antonio J. Iglesias formaron el grupo Los Calaveras con el que sacaron un único disco: Chick-A-Took (Liquidator, 1998).
Rubén y Jaime Girgado forman The Peeping Toms, con el que han sacado dos discos: The Peeping Toms en 2002 y Maximun Rithm and Reggae en 2004, ambos en el sello Liquidator. Maximun Rithm and Reggae ha sido recibido por algunas revistas musicales (como Todas las Novedades o Mondosonoro) como lo mejor publicado durante 2004 en ska y reggae (tanto a nivel nacional como internacional).
En 1998 Antonio J. Iglesias fundó Dwomo junto a Jorge Lorán Martín-Fabiani. El dúo ha publicado varios álbumes, Osinaga (DRO, 2002), Descalzos en la luna (DRO, 2004) e Hijos de un Domador (DRO, 2005), además de un puñado de maxi-singles y EP. Su música es una mezcla de pop, rock, punk y mucha electrónica. Ellos lo llaman «Cosmic Cocktail».
Begoña Bang Matu inició su carrera en solitario acompañada por la Orquesta Kigston (formada por algunos miembros de Malarians como Antonio J. Iglesias, Alberto-Kiyoshi Fonseca Sakai o Javier Rodríguez). Hasta ahora ha publicado dos álbumes Magia Negra (Liquidator, 2001) y I am Thinking About You (Brixton Records, 2005). Por otro lado, grabó un disco de versiones acompañada por la banda italiana Ramiccia: Ramiccia meets Begoña (Gridalo Forte Records, 2000). Además, ha colaborado como vocalista con la banda vasca de reggae Potato y en la grabación de In-komunikazioa (Kontrakalea-Metak, 2002) de Fermin Muguruza. Entre 2003 y 2004 formó parte de la Fermin Muguruza Kontrabanda durante la gira «Komunikazioa Tour», en la que se grabó el disco en directo Sala Apolo, Barcelona 21/01/04 (Kontrakalea-Metak, 2004). Ha colaborado también con Arpioni, Skalariak o Amparanoia.

## Miembros
Malarians sufrieron numerosos cambios de formación durante su carrera.
- Rubén López Guerrero (1993-2000): cantante
- Begoña Bang Matu (1993-2000): cantante
- Gabi Peris(1986-2000): bajo
- Jaime Girgado (1986-2000): guitarra
- Antonio J. Iglesias (1993-2000): batería
- Alberto-Kiyoshi Fonseca Sakai (1997-2000): piano y órgano
- Juan Gautier (1997-2000): saxo alto
- Javier Rodríguez(1997-2000): trombón
- David Carrasco "El Niño" (1998-2000): saxo alto
- Gonzalo del Valle-Inclán (1993-1997): órgano hammond
- Carlos Blázquez (1991-1997): saxos tenor y alto.
- Julio "Avis" Sánchez (1991-1997): trompeta
- Alejandro Olmo (1993-1996): trombón
- Antonio "Toni" Cruz (1986-1991) † : batería
- Carlos Alfonso Sánchez (1986-1991): cantante
- Pedro Reyna (1986-1991): teclados.

## Discografía

### Álbumes
- Guaqui Taneke (Marathon Records, 1991). LP y casete.
- Mind the Step! (Nuevos Medios, 1996). LP y CD.
- Hostal Caribe (Ska Town/Plastic Disc, 1998). CD.

### Sencillos
- «El fugitivo» / «Black Pussy Ska» (Marathon Records, 1991). En vinilo de 7". Los dos temas del LP Guaqui Taneke.

### Participaciones en recopilatorios
- Rock'n'Moncloa (1989)
- Latin Ska Fiesta (Sock It, 1990). LP.
- «Pierdes el tren» en 100% Latin Ska vol. 1 (Moon, 1995). CD.
- «Ben Gunn» en Let's Skank. An open-minded approach to Ska (Patate, 1996). CD.
- «Bad Car» y «Pierdes el Tren» (los dos en directo) en 1st International Dr. Martens Ska Festival (Tralla REcords, 1998). CD.
- «Miss Parks» en Girls Go Ska (Simmerdown Records, 1998).
- 《Rickshaw》 en "Liquidator 10!" (Liquidator, 2008)